# Wolferlohe
Die Wolferlohe ist ein 6,61 km² großes gemeindefreies Gebiet im Landkreis Schwandorf in der Oberpfalz. Das Gebiet ist komplett bewaldet.

## Geografie

### Lage
Die Wolferlohe liegt westlich der Stadt Schwandorf.

### Nachbargemeinden
|                    |                                             |                             |
| Markt Rieden       | Kompassrose, die auf Nachbargemeinden zeigt | Große Kreisstadt Schwandorf |
| Markt Schmidmühlen | Stadt Burglengenfeld                        |                             |